# Verbove, Holovanivsk
Verbove (în ucraineană Вербове) este o comună în raionul Holovanivsk, regiunea Kirovohrad, Ucraina, formată numai din satul de reședință.

## Demografie
Componența lingvistică a comunei Verbove
     Ucraineană (99,5%)
     Alte limbi (0,5%)
Conform recensământului din 2001, majoritatea populației comunei Verbove era vorbitoare de ucraineană (99,5%), existând în minoritate și vorbitori de alte limbi.